# Julia Duin
Julia Duin es una periodista estadounidense y autora de temas religiosos. Ha escrito cinco libros y fue editora de religión para The Washington Times por 14 años. En 2015,  recibió el premio Wilbur por un artículo en la revista More acerca de Nadia Bolz-Weber. Ha sido nominada para el premio Pulitzer tres veces.

## Biografía
Nació en Baltimore y se mudó a Hawái con su familia antes del año. Asistió a Institutos Escolares en Seattle, donde empezó a escribir artículos de revista.
Se graduó por el Lewis & Clark College en 1978, donde recibió su bachelor en inglés. En 1992, obtuvo su primer grado de M.Sc. en religión, por el Trinity School for Ministry, y en 2014 recibe un segundo grado en periodismo, por la Universidad de Memphis. Para el año académico 2014/15 se reubicó en Alaska y ocupó la cátedra Snedden en el Departamento de Periodismo en la Universidad de Alaska Fairbanks.
Su historia acerca de los manipuladores cristianos de culebras le dó tres nominaciones al Pulitzer. Su libro más reciente, Días de Fuego y Gloria, describe la historia de Graham Pulkingham y la Iglesia del Redeemer en Houston, Texas. Actualmente,  está trabajando en The Kurdish Princess, un libro sobre del pueblo Kurdish cuando alcanzan la adultez joven.
Domina fluido el francés, y habla bien castellano y alemán, y "un poquito de Kurdish, árabe, ruso e italiano."
Tiene una hija, Olivia Veronika ("Veeka"), quién nació en Kazajistán y la adoptó. Vive actualmente en Seattle y ha viajado a casi cada estado en los Estados Unidos.

## Libros
- Días de Fuego y Gloria (2009); Crossland Prensa; ISBN 9780979027970
- Quitting Church: Por qué el Fiel está Huyendo y Qué para Hacer aproximadamente Él (2009); Libros de Panadero; ISBN 9780801072277
- Caballeros, Maidens y Dragones: Seis cuentos medievales de virtud y valor (2004); Xlibris: ISBN 9781413433715
- La pureza Hace el Corazón Crece más Fuerte: Sexualidad y el cristiano Solo (1988); Publicaciones de Criado; ISBN 9780892833733
- Completamente Solo (1988); Shaw (Harold) Editores; ISBN 9780877889458

## Artículos
Una lista más larga de los artículos del tema pueden ser encontrados en www.juliaduin.com/articles
- "De Rebelarse a Reverendo". «From Rebel to Reverend». More. 2014. Archivado desde el original el 13 de abril de 2016. Consultado el 23 de abril de 2016.Recuperó «From Rebel to Reverend». More. 2014. Archivado desde el original el 13 de abril de 2016. Consultado el 23 de abril de 2016. «From Rebel to Reverend». More. 2014. Archivado desde el original el 13 de abril de 2016. Consultado el 23 de abril de 2016.  Recibió 2015 Wilbur Premio para Artículos de Revista: Nacional o Superior 15 Metro Mercados.[2]
- "Pentecostal Partes de porras del resurgimiento de Costa Del oeste". «Pentecostal revival sweeps parts of West Coast». Religion News Service. 19 de abril de 2016. Consultado el 23 de abril de 2016.Recuperó «Pentecostal revival sweeps parts of West Coast». Religion News Service. 19 de abril de 2016. Consultado el 23 de abril de 2016. «Pentecostal revival sweeps parts of West Coast». Religion News Service. 19 de abril de 2016. Consultado el 23 de abril de 2016.
- "La Anna Síndrome". «The Anna Syndrome». Christianity Today. julio de 2009. Consultado el 23 de abril de 2016.Recuperó «The Anna Syndrome». Christianity Today. julio de 2009. Consultado el 23 de abril de 2016. «The Anna Syndrome». Christianity Today. julio de 2009. Consultado el 23 de abril de 2016.
- «'Snake Salvation': Inside the World of Christian Serpent Handlers». The Wall Street Journal. 10 de septiembre de 2013. Consultado el 23 de abril de 2016.Recuperó «'Snake Salvation': Inside the World of Christian Serpent Handlers». The Wall Street Journal. 10 de septiembre de 2013. Consultado el 23 de abril de 2016. «'Snake Salvation': Inside the World of Christian Serpent Handlers». The Wall Street Journal. 10 de septiembre de 2013. Consultado el 23 de abril de 2016.
- Dodd, Patton (febrero de 2009). Dodd, Patton (febrero de 2009). «Quitting Church: A Q&A with Julia Duin». Beliefnet. Consultado el 23 de abril de 2016.Recuperó Dodd, Patton (febrero de 2009). «Quitting Church: A Q&A with Julia Duin». Beliefnet. Consultado el 23 de abril de 2016. Dodd, Patton (febrero de 2009). «Quitting Church: A Q&A with Julia Duin». Beliefnet. Consultado el 23 de abril de 2016.
- Whitehead, John (3 de diciembre de 2008). Whitehead, John (3 de diciembre de 2008). «Quitting Church: An Interview with Julia Duin». Rutherford Institute. Consultado el 23 de abril de 2016.Recuperó Whitehead, John (3 de diciembre de 2008). «Quitting Church: An Interview with Julia Duin». Rutherford Institute. Consultado el 23 de abril de 2016. Whitehead, John (3 de diciembre de 2008). «Quitting Church: An Interview with Julia Duin». Rutherford Institute. Consultado el 23 de abril de 2016.